# Alvear Tower
Alvear Tower
Alvear Tower é um arranha-céu localizado na cidade de Buenos Aires, Argentina. Com 239 metros e 54 andares, é o mais alto arranha-céu do país. Sua construção foi concluída em meados de 2019 e o arranha-céu foi inaugurado em 30 de agosto de 2019.  Atualmente é o arranha-céu mais alto da Argentina e o 17º arranha-céu mais alto da América Latina .  Está localizado no bairro de Puerto Madero .

## Design e Projeto
Foi projetado pelo escritório de arquitetura Pfeifer-Zurdo, a pedido do Grupo Alvear, proprietário do Alvear Palace Hotel, ocupando o terreno que originalmente seria destinado ao Unique Hotel, projeto cancelado do Rayet Group, que faliu em 2008 após a Grande Recessão de 2008.